# 抜山四郎
抜山 四郎（ぬきやま しろう、1896年（明治29年）3月15日 - 1983年（昭和58年）7月2日）は、日本の機械工学者である。実兄は電気工学者の抜山平一。

## 経歴・人物
東京に生まれ、東京帝国大学（現在の東京大学）機械工学科に入学する。1920年（大正9年）に卒業後はボイラー等に関係した沸騰の研究に携わり、その傍らで1926年（大正15年）には東北帝国大学（現在の東北大学）の教授となり教鞭を執った。
後に工学博士を取得し、1959年（昭和34年）には同大学の名誉教授となる。1963年（昭和38年）には日本伝熱研究会の会長も務め、その後はトヨタ自動車および高砂熱学工業の顧問を歴任し多くの賞を受賞した。

## 家族
父親は元加賀藩士の特許弁理士。長兄の抜山平一は東北帝国大学の、三兄の抜山大三は東京帝国大学の教授。妻は平一の妻の妹で日本女子大学出身。なお四郎の子は後に参議院議員を務めた抜山映子と結婚している。

## 受賞歴・栄典
- マックス・ヤコブ賞 - 1968年（昭和43年）受賞[1][2]。「熱工学分野のノーベル賞」と呼ばれ[1][2]、四郎は日本人初の受賞者となった[2]。
- 勲二等瑞宝章 - 1969年（昭和44年）受章[2]。

## 著書
- 『冷えた湯たんぽ』